# Zmeu

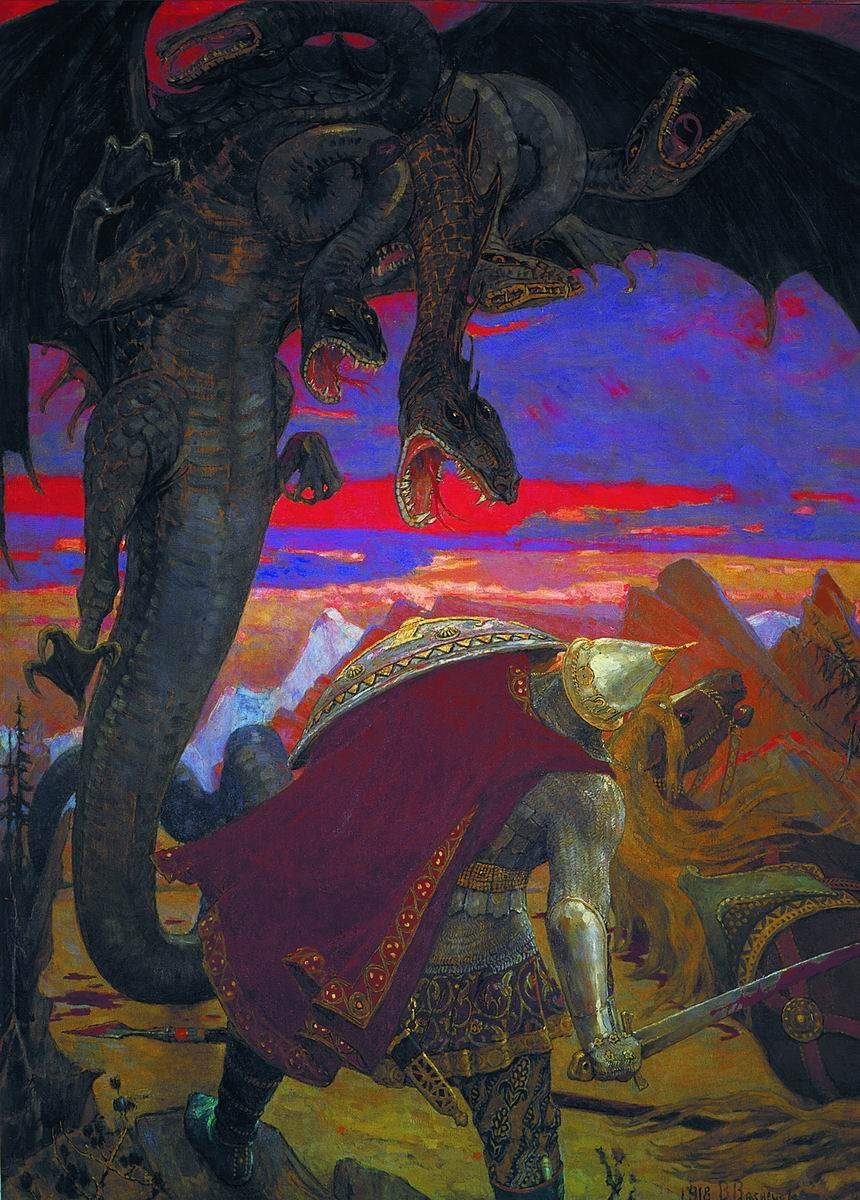
El zmeu Gorynych, de Victor Vasnetsov

En la mitología rumana, un esmeuro o dracosmeu (en rumano zmeu) es un ser gigante con poderes sobrenaturales, encarnación del mal, pero que siempre es derrotado por las fuerzas del bien y que suele aparecer con la forma de un dragón con partes antropomorfas. 
La palabra zmeu significa "serpiente" en muchos idiomas eslavos ( bielorruso : змея, bosnio : zmija, búlgaro : змия, croata : zmija, macedonio : змија, ruso : змея, ucraniano : змія).
La palabra españolizada esmeuro introduce una terminación similar a balauro y contiene una sonoridad, "esmeu" cercana a zmeu, dándolo un toque exótico a la palabra.

## Nombre
La mayoría de los eruditos coinciden en que el nombre y la apariencia del Dragón derivan de la palabra zmeia en el idioma eslavo. Sin embargo, el lingüista Sorin Paliga cuestiona la idea de que la palabra rumana zmeu sea de origen eslavo y plantea la hipótesis de que las formas paneslavas fueron un préstamo eslavo temprano de la lengua dacia.  La relación con zmeură en rumano fue considerada posible, pero bastante improbable, por Alexandru Ciorănescu. 
La palabra también se refiere a las cometas que vuelan los niños dado que la palabra zmeu también significa cometa en rumano. La traducción dracosmeu introduce la raíz draco(s)-, de dragón en latín, la terminación -smeu, con sonoridad parecida a zmeu, además de introducir la cadena "co(s)me" semejante a come(ta) y también a "home" que significa hombre en catalán. 